# Couffota
Couffota est un village situé dans la préfecture d'Anié, dans la région centrale du Togo. Il est situé à environ 220 km au nord-ouest de Lomé, la capitale du Togo, et à 90 km au nord-ouest de la frontière avec le Bénin.

## Géographie
Couffota se trouve à une altitude de 162 mètres, avec un climat caractérisé par des températures élevées tout au long de l'année. Les mois de janvier et février sont les plus favorables pour les visites, avec des températures moyennes autour de 28 °C. En mars, les températures peuvent atteindre jusqu'à 36 °C, avec une température minimale de 24 °C. Le village reçoit environ 14 jours de pluie en mars.

## Langue
La langue principale parlée à Couffota est l'Aguna, également connue sous le nom d'Awuna. Cette langue est également parlée dans d'autres villages voisins tels que Glitto et Dasagba, situés dans la préfecture d'Anié.

## Culture et tourisme
Couffota offre une expérience authentique de la vie villageoise togolaise, attirant les visiteurs en quête de découvertes culturelles et de traditions locales.